# New Orleans (film uit 1947)
New Orleans is een Amerikaanse muzikale romantische film uit 1947, geregisseerd door Arthur Lubin, met in de hoofdrollen Arturo de Córdova en Dorothy Patrick en de jazzgrootheden Louis Armstrong, Billie Holiday en Woody Herman.
Hoewel de film een nogal conventioneel plot bevat, is hij opmerkelijk vanwege de cast van jazzlegendes Billie Holiday als zingende meid die een romantische relatie heeft met bandleider Louis Armstrong, en vanwege het uitgebreid ten gehore brengen van dixieland-jazz in New Orleans-stijl: meer dan twintig nummers (of versies van nummers) komen geheel of gedeeltelijk aan bod.
Armstrongs band bestaat uit een virtuele "Who's Who" van klassieke jazzgrootheden, waaronder trombonist Kid Ory, drummer Zutty Singleton, klarinettist Barney Bigard, gitarist Bud Scott, bassist George "Red" Callender, pianist Charlie Beal en pianist Meade Lux Lewis. In de film treden ook cornetist Mutt Carey en bandleider Woody Herman op.
New Orleans is Holiday's enige speelfilmoptreden.

## Verhaallijn
Arturo De Cordova speelt Nick, de eigenaar van een nachtclub in Bourbon Street in New Orleans, een artistiek toevluchtsoord voor zwarte muzikanten die van zonsopgang tot zonsondergang samenkomen om te jammen. Wanneer hij verliefd wordt op een opera-zingende socialite (Dorothy Patrick), realiseert Nick zich dat hij alleen door muziek respect zal verwerven, en lanceert hij een campagne om de beruchte muziek die bekend staat als jazz op het elitaire Amerikaanse podium te krijgen.

## Productie
New Orleans vindt zijn oorsprong in een niet uitgebracht onderdeel "It's All True" van een onvoltooide speelfilm van Orson Welles -The Story of Jaz, een deel van de film dat in 1941 werd geschreven door Elliot Paul, die onder contract stond bij Welles. Het leven van Louis Armstrong zou centraal hebben gestaan in dat deel van "It's All True".
Een extra connectie met Welles is dat verschillende leden van de "Original New Orleans Ragtime Band" uit de film - Kid Ory, Mutt Carey, Bud Scott, Barney Bigard en Zutty Singleton - voor het eerst waren samengebracht in 1944 voor zijn CBS Radio-serie, The Orson Welles Almanac.
New Orleans is de enige speelfilm van zangeres Billie Holiday, en de laatste film waarbij schrijver-producent Herbert J. Biberman betrokken was voordat hij op de zwarte lijst bij Hollywood kwam te staan.
Producent Jules Levey wilde een film maken over de geschiedenis van de jazz. Lubin tekende in juli 1946 als regisseur.
Levey's medewerker was Herbert Biberman, die zei: "We zijn geen archeologen. We proberen accuraat te zijn met data en plaatsen, zo niet namen - en toch een onderhoudend beeld te krijgen."
In juli 1946 was Arthur Lubin op zoek naar locaties in New Orleans. Hij hoopte Lena Horne, Duke Ellington en andere zwarte muzikanten te strikken. De tien dagen van filmen op locatie begonnen op 28 augustus en kostte $ 110.000. De National Jazz Foundation werkte tijdens het filmen samen met Lubin.
De Cordova werd in augustus ingehuurd van Eagle-Lion Films, Dorothy Patrick van MGM. Levey was zo blij met de optredens van Patrick en de Cordova dat hij ze opnieuw wilde samenbrengen in een film genaamd Monterey om het 100-jarig jubileum van Californië te vieren, maar deze film is nooit gemaakt.

## Ontvangst in de pers
In een recensie uit 2019 in het tijdschrift Diabolique stond: "Het is een van die films waar critici over het algemeen zeggen: 'de muziek is geweldig, maar al het andere is verschrikkelijk en niet Hollywood-racistisch', wat in wezen waar is - maar het was 1947, wat hadden mensen verwacht? Er is tenminste veel muziek, Louis Armstrong en Dorothy Patrick zijn charmant, het is fascinerend om Holliday in een film te zien en ik vind het geweldig hoe in het verhaal haar personage met dat van Armstrong trouwt. Ook Lubin lijkt oprechte genegenheid te hebben voor de personages en de muziek – het is veel beter dan zijn vorige drie speelfilms."

## Thuismedia
In 2000 verschenen op dvd bij Kino Lorber Home Video.

## Soundtrack
Hoewel het grootste deel van de muziek die voor de film was gemaakt, werd ingekort in de releaseversie van de film, maakte een soundtrack uit 1983 de volledige versies van de nummers beschikbaar, met extra muziek uit de definitieve release.

### Tracklist
| Tracknummer | Tracknaam                                       |
| ----------- | ----------------------------------------------- |
| A1          | Flee As A Bird / When the Saints Go Marching In |
| A2          | West End Blues                                  |
| A3          | Do You Know What It Means To Miss New Orleans?  |
| A4          | Brahms' Lullaby                                 |
| A5          | Tiger Rag                                       |
| A6          | Buddy Bolden Blues Take #3                      |
| A7          | Buddy Bolden Blues Take #4                      |
| A8          | Basin Street Blues                              |
| A9          | Raymond St. Blues                               |
| A10         | Milenberg Joys                                  |
| A11         | Where The Blues Were Born In New Orleans        |
| A12         | Farewell To Storyville                          |
| B1          | Beale Street Stomp                              |
| B2          | Dippermouth Blues (Langzame versie)             |
| B3          | Dippermouth Blues (Snelle versie)               |
| B4          | Shimme-Sha-Wabble                               |
| B5          | Ballin' The Jack                                |
| B6          | King Porter Stomp                               |
| B7          | Mahogany Hall Stomp (Langzame versie)           |
| B8          | Mahogany Hall Stomp (Snelle versie)             |
| B9          | The Blues Are Brewin'                           |
| B10         | Endie                                           |
| B11         | Do You Know What It Means To Miss New Orleans?  |